# Flos Greig
Flos Greig, född 1880, död 1958, var en australisk jurist.
Hon blev 1905 landets första kvinnliga advokat. 